# Mickaël Serfati
Pour les articles homonymes, voir Serfati.
Mickaël Serfati, « The Smart Fighter », né le 28 février 1989 à Paris, est un karatéka français.

## Biographie

### Enfance et formation
Mickaël Serfati est né le 28 février 1989 à Paris,,.
Dans une interview, il déclare que son père, sa mère, ses oncles, sa sœur et son frère font du karaté.

### Carrière de compétiteur
En 2011, il obtient la troisième place en moins de 84 kg à l'Open de Paris. Il obtient la médaille d'argent par équipes aux championnats d'Europe de karaté 2011, et termine troisième aux championnats de France sénior.
En 2012, il devient champion de France Pro en sénior moins de 84 kg à Paris sans encaisser aucun point en individuel. Il termine également deuxième dans la compétition par équipes.
En 2014, il est sélectionné pour les championnats du monde de 2014 à Brême mais échoue contre l'Italien Nello Maestri. Il finit toutefois deuxième de la coupe de France à son retour. La même année, il suit des études en marketing digital. 
Il reprend la compétition en mars 2017 et part à l'Open de New York. Il y combat en plus de 84 kg et remporte la médaille d'argent, s'inclinant en finale face au champion panaméricain Franklin Mina. Puis en été, il représente l'équipe de France aux Jeux mondiaux Maccabiades en plus de 84 kg. Il assure également le rôle de porte drapeau de la délégation française. Il remporte ensuite la médaille d'or de cette compétition, tout comme son père l'avait fait 40 ans plus tôt en 1977.
il a décroché en mars 2023 son troisième titre en tant que champion senior de France en catégorie poids +84kg.

### Carrière d’entraîneur
Très tôt, Mickael Serfati suit l'enseignement comme son père. À adolescent, il assiste celui-ci dans les cours.
Jeune adulte, il remplace parfois son père et possède la fibre de l'enseignement. Il se met aussi à coacher certains de ses jeunes compétiteurs. En plus de sa licence STAPS.
La même année, il crée son propre événement, Le « Venum Karate Seminar ». Le projet est exporté aux États-Unis où Mickael Serfati est aussi venu l'enseigner lors des Venum Karate Seminar USA 1 et 2.

### Carrière artistique
Il défile pour plusieurs marques notamment pour Pierre Talamon et Zacometi. Il défile aussi lors de la Paris Fashion Week pour la Midwest Fashion Week et la Tiffany's Fashion week.
En 2015, il intègre l'équipe de cascadeurs du film Raid dingue. En 2018, il est cascadeur sur le film Anna.
Il tourne plusieurs vidéos pour le magazine et webzine Karaté Bushido. Depuis il a lancé sa propre chaine YouTube dans laquelle il partage des exercices de Karate mais aussi des conseils plus généraux.

## Palmarès
Palmarès principal de Mickaël Serfati :
- Vainqueur des Jeux mondiaux Maccabi en 2017[11]
- Classé en 2018 au 39e rang mondial au Ranking all time en moins de 84 kg[19].